# Serhij Borzenko
Serhij Oleksandrovyč Borzenko (in ucraino Сергій Олександрович Борзенко?; Komsomolske, 22 giugno 1986) è un calciatore ucraino, difensore dello Stará Říše.

## Caratteristiche tecniche
È un difensore centrale che può giocare anche come mediano.

## Carriera
Cresciuto nel settore giovanile dell'Arsenal Charkiv, ha militato in prima squadra dal 2003 al 2008 collezionando 94 presenze. In seguito ha militato nelle serie inferiori del calcio ucraino fino all'approdo all'Olimpik Donec'k nel 2015, club partecipante alla Prem"jer-liha.
Ha debuttato nella massima divisione ucraina il 18 luglio seguente disputando l'incontro pareggiato 2-2 contro il Čornomorec'.